# Liaoningiidae
Liaoningiidae zijn een uitgestorven familie van tweekleppigen uit de orde Unionoida.